# Marco Bolzonello
Marco Bolzonello (* 22. Mai 1958 in Bozen) ist ein italienischer Politiker.
Der Geometer Bolzonello engagierte sich zunächst im Movimento Sociale Italiano (MSI), für den er ab 1983 in einem Stadtviertelrat und von 1985 bis 1989 im Bozner Gemeinderat aktiv war. 1989 rückte er für Pietro Mitolo in den Südtiroler Landtag und damit gleichzeitig den Regionalrat Trentino-Südtirol nach. 1993 gelang Bolzonello die Wiederwahl, er beendete die Legislaturperiode 1998 jedoch als Mitglied der Partei Unitalia, die als ablehnende Reaktion auf den Übergang des alten MSI zur gemäßigteren Alleanza Nazionale (AN) gegründet worden war.